# Тихон (Покровский)
Архиепи́скоп Ти́хон (в миру Алекса́ндр Па́влович Покро́вский; 21 февраля 1821, село Ушаково, Каширский уезд, Тульская губерния — 16 апреля 1885) — архиепископ Волынский и Житомирский.

## Биография
Родился 21 февраля 1821 года в селе Ушаково Каширского уезда Тульской губернии в семье священника. Во время пожара в доме своего отца в 1822 году, двухлетний Александр чуть не сгорел, его сонного выбросили из окна.
Окончил Тульскую духовную семинарию. В 1843 году поступил в Санкт-Петербургскую духовную академию.
19 апреля 1848 года, по окончании академического курса со степенью кандидата и с правом магистра после двухлетней выслуги, определён учителем Александро-Невского духовного училища.
12 ноября 1850 года рукоположён во священника Преображенской церкви.
17 апреля 1865 года возведён в сан протоиерея.
3 июля 1869 года назначен смотрителем Александро-Невского духовного училища.
5 августа 1869 года после смерти жены и двоих детей принял монашество. 6 августа возведён в сан архимандрита.
14 сентября 1869 года хиротонисан во епископа Выборгского, второго викария Санкт-Петербургской митрополии.
С 16 августа 1871 года — епископ Ладожский, первый викарий Санкт-Петербургской митрополии.
13 июля 1873 года назначен епископом Саратовским и Царицынским.
Существовавшее в Саратове Братство Святого Креста преосвященный расширил открытием при этом Братстве бесплатной столовой для бедных и учреждением духовно-просветительского союза. Открытие этого союза состоялось 5 ноября 1877 года и имело целью содействовать распространению религиозно-нравственного просвещения среди населения губернии путём устройства публичных чтений, собеседований, строительства библиотек, церковных школ и т. д. В члены этого союза преосвященный предлагал войти всем лицам епархии и содействовать ему, кто чем может.
В этом же году он учредил общество взаимного вспоможения от пожаров.
6 марта 1882 года возведён в сан архиепископа Волынского и Житомирского с назначением священноархимандритом Почаевской Успенской лавры.
В записках А. Н. Минха за 1882 г. запись: «Преосвященный Тихон выехал из Саратова по ж. д. на место нового назначения в Житомир. Проводы его были небывалые: огромное количество народа, всё высшее чиновничество и духовенство, и военные провожали его до вокзала; по пути был расставлен Имертинский полк, на вокзале играла военная музыка, две версты народ бежал за поездом, прощаясь с владыкой.»
Архиепископ Тихон был выдающимся церковным оратором, пользовался славой увлекающего проповедника, которую приобрёл ещё будучи священником. Проповеди его были общедоступны, ясны и произносились без всякой подготовки.
Он — постоянный и усердный сотрудник журнала «Духовная беседа». Статьи и речи его были просты по слогу, без излишней книжности, и доступны слушателям.
Состоял почётным членом Церковно-археологического общества.
Скончался 16 апреля 1885 года в Житомире. Погребён в Житомирском Преображенском соборе.

## Сочинения
Помещены в «Духовной Беседе»: за 1862 год:
- Невольное повиновение твари суете людской. Благие начатки и плоды в современных преобразованиях в России.
- Поучение по случаю заложения трёхпрестольного храма в Колтовской. Празднование тысячелетия России в праздник Рождества Богоматери, за 1863 год
- Духа не угашайте.
- Общественная благотворительность в Санкт-Петербурге.
- Значение Православной Церкви в России, за 1864 год.
- Слепота телесная и слепота духовная. Житейские неудачи, за 1865 год.
- О христианской обязанности в отношении к болящим, за 1866 год.
- О происхождении физического зла на земле, за 1869 год
- Попечение об одежде, за 1870 год.
- Попечение святой Церкви о православных христианах в различных их нуждах и состояниях.
- Рѣчь при погребеніи протоіерея Александра Ѳеодоровича Орлова, сказанная 9 сентября 1870 года по совершеніи паннихиды.
- Речь Святейшему Синоду при наречении во епископа Выборгского // Христианское чтение. — СПб., 1869. — Ч. 2.
- О церкви, как матери всех православных христиан по долгу их назидания домашнего и общественного. — СПб., 1862.
- О последовании спасительному руководству света христианской веры // Христианское чтение. 1884. № 3-4. С. 284—296.